# Apache OpenOffice Calc
Apache OpenOffice Calc is een onderdeel van het pakket Apache OpenOffice dat ook Writer, Base, Impress, Draw en Math bevat. Het programma draait op een groot aantal besturingssystemen waaronder Windows, Solaris, Linux en Mac OS X.
Calc is een digitaal rekenblad dat sterk lijkt op oudere versies van Excel (2003/98) en ongeveer dezelfde functies bezit. Bestanden kunnen ook opgeslagen worden in het pdf-formaat.